# Fernando Castillo Velasco (estación)
Fernando Castillo Velasco es una estación ferroviaria que forma parte de la red del Metro de Santiago de Chile. Se encuentra subterránea, y es antecedida por la estación Plaza Egaña. Es la estación terminal de Línea 3 por el oriente.

## Historia
Debido a las obras de construcción de la estación y el cierre de parte del parque San Carlos ubicada entre Avenida Tobalaba y Avenida Larraín, parte de los árboles ubicados en la zona (en particular sauces y álamos) que están representados en el símbolo de la estación terminaron secándose.
Días antes de la apertura de la estación, un conjunto de vecinos se quejó por ruidos y vibraciones en sus casas debido a la marcha blanca de la línea, pidiendo a Metro de Santiago no inaugurar el tramo entre Plaza Egaña y Fernando Castillo Velasco hasta que se solucione el problema. Se presentó una demanda legal, sin embargo dos semanas después la Quinta Sala de la Corte de Apelaciones de Santiago rechazó la petición de la ya inaugurada estación, por falta de antecedentes para paralizar dicha obra. El presidente del Metro, Louis de Grange, planteó que la solución a los ruidos y vibraciones podría estar lista en 6 a 10 meses más.

## Características y entorno
El entorno de la estación es principalmente residencial y de comercio menor. Cercana a la parada se encuentra el Canal San Carlos, la plaza Clorinda Henríquez y un poco más al oriente, el Aeródromo Eulogio Sánchez y el Hospital Militar, también denominado Aeródromo Tobalaba.

### Accesos
| Acceso | Intersección                                      |
| ------ | ------------------------------------------------- |
| A      | Av. Alcalde Fernando Castillo Velasco con Loreley |

## MetroArte
La estación cuenta con uno de los proyectos de MetroArte en la estación. Esta obra, titulada Apelo a una Ciudad Humanizada y no a Espacios Donde Deambulan Muchedumbres Solitarias, fue realizada por 120 niños pertenecientes a dos escuelas de la comuna de La Reina, dirigidos por el artista Alejandro Delgado.
El mural, cuyo tema se centra en una idea dada por el arquitecto Fernando Castillo Velasco, retrata la visión que tienen los niños respecto a la ciudad (una temática que ya se repite en la obra presente en Ciudad del Niño). El trabajo fue instalado en 2019 y cuenta con una superficie total de 184 metros cuadrados.

## Origen etimológico
El nombre es en homenaje al exalcalde de La Reina Fernando Castillo Velasco, fallecido en 2013.
El nombre preliminar de la estación, antes del inicio de las obras de construcción, fue «Tobalaba 2». Cuando la estación estaba aún en proyecto, se barajaron los nombres de «Tobalaba Sur» y «La Reina». Al confirmarse la construcción de la Línea 3 el año 2012 por el presidente Sebastián Piñera, se oficializó como "Larraín" debido al nombre de la avenida donde estará emplazada.  Sin embargo, el 19 de julio de 2014 la presidenta Michelle Bachelet oficializó el cambio de nombre al tramo de la Avenida Larraín de La Reina a Fernando Castillo Velasco, así como también el cambio de nombre a esta estación por la del fallecido alcalde.
El pictograma de la estación representa al Canal San Carlos, junto con varios árboles cercanos al estrecho (de los cuales varios ya no existen en el lugar).

## Galería

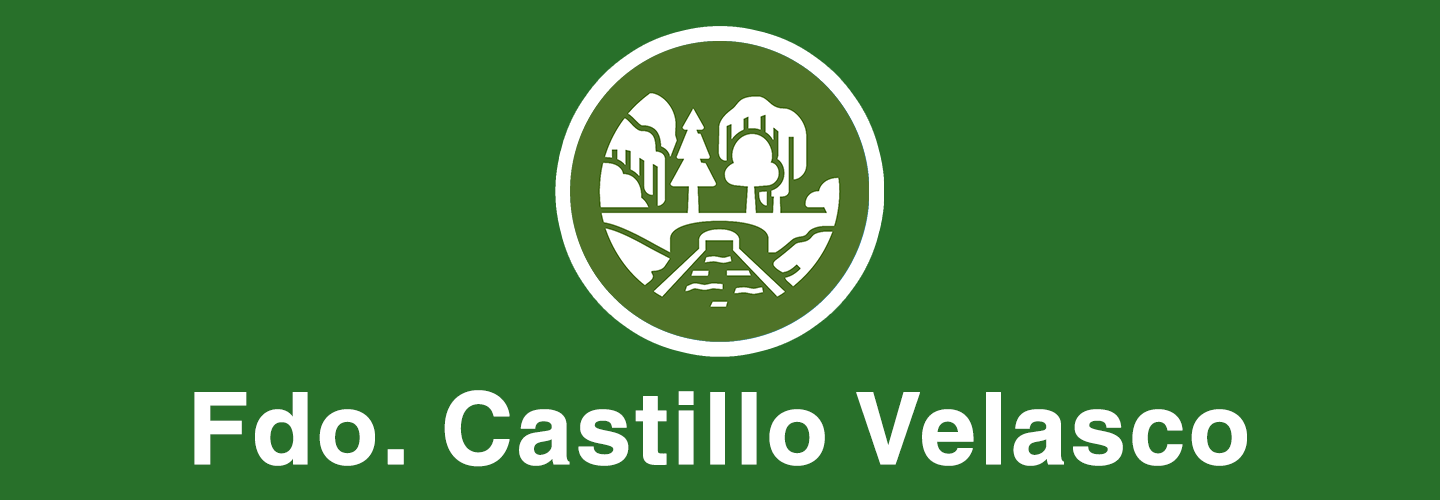
Cenefa utilizada actualmente en los andenes.

## MetroArte

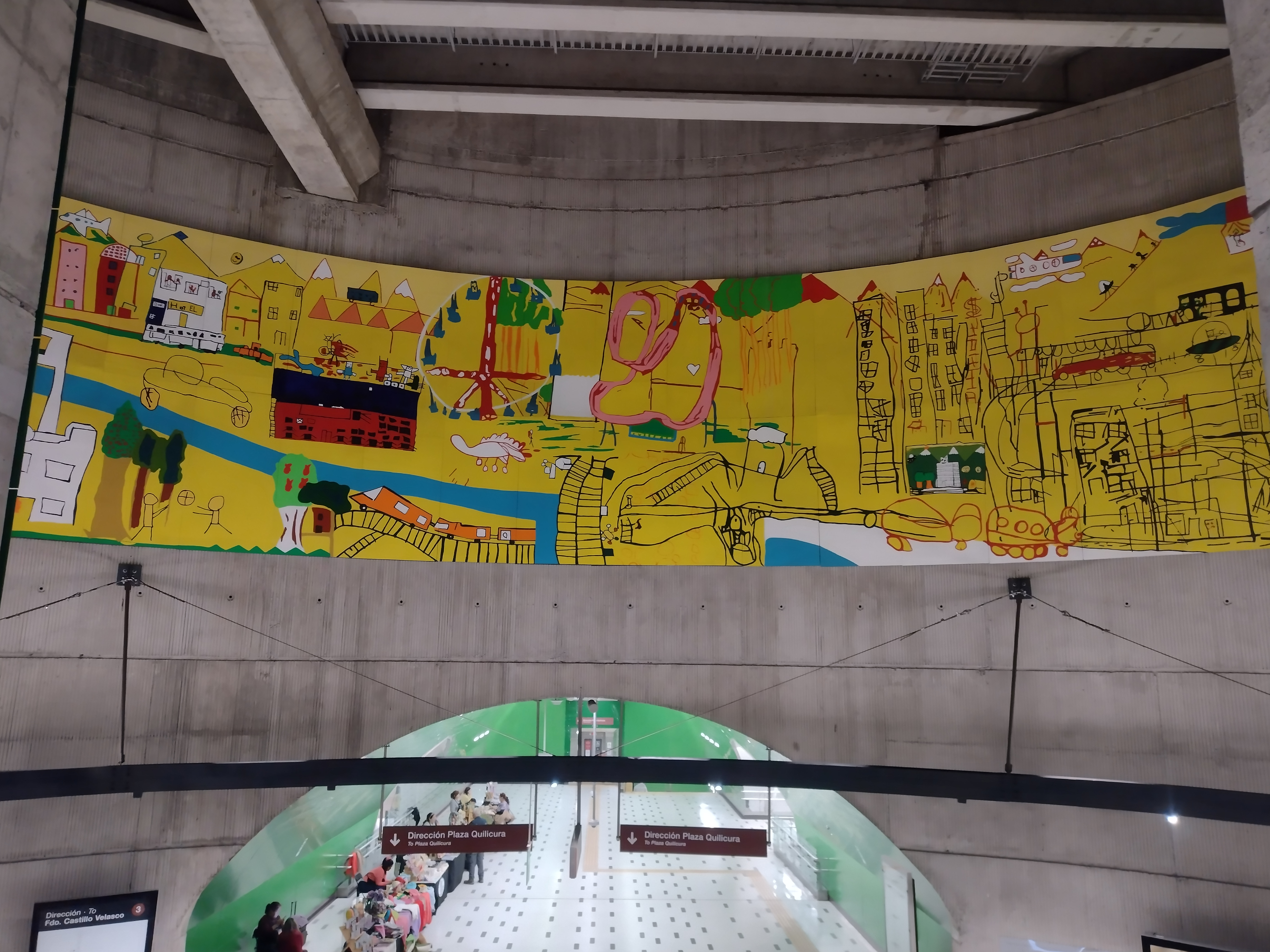
Fragmento del mural ubicado en la estación.

La estación posee en su interior un mural de 184 m² con 38,4 metros de largo y 4,8 de altura, elaborado por 120 niños de la Escuela Básica Palestina y la Escuela de la Discapacidad, ambas de la comuna de La Reina y liderado por el artista Alejandro Delgado.
La obra de arte, titulada "Apelo a una ciudad humanizada y no a espacios donde deambulan muchedumbres solitarias", representa la visión que tienen la ciudadanía sobre la ciudad, el cual se ve plasmado en los dibujos que fueron realizados por alumnos de ambos recintos escolares.

## Conexión con Red Metropolitana de Movilidad
La estación posee 4 paraderos de la Red Metropolitana de Movilidad en sus alrededores, los cuales corresponden a:
| Paradero/ Código                          | Recorridos |
| ----------------------------------------- | --- |
| Parada 1 / Metro Fdo. Castillo V. (PD362) | 418 (Av. Tobalaba) - 420 (Av. Tobalaba) - 425 (Lo Hermida) - 429 (Lo Hermida) - D03c (Las Parcelas)                                                     |
| Parada 2 / Metro Fdo. Castillo V. (PD448) | 227 (Portal Oeste) - 403 (Metro Santa Ana) - 422 (Población Teniente Merino) - D01 (Metro Plaza Egaña) - D03c (Metro Plaza Egaña) - D15 (La Reina Alta) |
| Parada 3 / Metro Fdo. Castillo V. (PD401) | 227 (La Reina)* - 403 (La Reina)* - 418 (Enea) - 420 (Metro Escuela Militar) - 422 (La Reina)* - 425 (Rigoberto Jara) - 429 (Lo Echevers)               |
| Parada 4 / Metro Fdo. Castillo V. (PD413) | 227 (La Reina) - 403 (Metro Santa Ana) - 422 (La Reina) - D01 (Antupirén) - D02 (Álvaro Casanova) - D03c (Las Parcelas) - D15 (Diagonal Las Torres)     |

(*) Utiliza esta parada entre 7:30 y 10:00